# اتحادیه جوهرپور
اتحادیه جوهرپور (به لاتین: Johorpur Union) یک منطقهٔ مسکونی در بنگلادش است که در Bagherpara Upazila واقع شده‌است.
 اتحادیه جوهرپور  ۲۸٬۳۶۵ نفر جمعیت دارد.